# یوتان (نبراسکا)
یوتان(به انگلیسی: Yutan) شهری در ایالت نبراسکا کشور ایالات متحده آمریکا است که جمعیت آن در سرشماری سال ۲۰۱۰ میلادی، ۱٬۱۷۴ نفر بوده‌است.